# Distretto di Toamasina I
Il distretto di Toamasina I è un distretto del Madagascar situato nella regione di Atsinanana. Ha per capoluogo la città di Toamasina.
La popolazione del distretto è di 260 255 abitanti (censimento 2011).